# Lingua letgalla
La lingua letgalla (nome nativo latgalīšu volūda, in lettone latgaliešu valoda), o latgallica, è un dialetto della lingua lettone, parlato principalmente in Letgallia, nella parte orientale della Lettonia. 
La questione se sia una lingua distinta dal lettone o un dialetto del lettone è ancora oggetto di dibattito. Ciononostante, la sua forma standardizzata è riconosciuta e protetta dalla legge lettone come “una varietà storica della lingua lettone”. Il censimento nazionale del 2011 ha rilevato che l'8,8% della popolazione del Paese, pari a 164.500 persone, parla il letgallo quotidianamente: 97.600 di loro vivono in Letgallia, 29.400 a Riga, la capitale, e 14.400 nella regione di Riga.
Tuttavia, con il termine di lingua letgalla ci si può riferire anche a quella lingua parlata dal popolo dei Letgalli nell'area attualmente denominata Lettonia. Era una lingua indoeuropea appartenente al gruppo baltico. Si tratta di una lingua estinta e poco documentata. Il lettone attuale è derivato dal letgallo, con influenze dal lituano, dal curlandese e dal livone.
Inoltre, il letgallo può essere suddiviso in tre gruppi, in base alla posizione geografica:
1. letgallo settentrionale
2. letgallo centrale
3. letgallo meridionale

## Classificazione
Il letgallo fa parte del ramo delle lingue baltiche orientali del gruppo delle lingue baltiche, incluso nella famiglia delle lingue indoeuropee. Il ramo comprende anche la forma standard della lingua lettone e altre lingue baltiche come il samogitico e il lituano. Il letgallo è una lingua moderatamente inflessa; il numero di forme verbali e sostantive è caratteristico di molte altre lingue baltiche e slave.

## Distribuzione geografica
Il letgallo è parlato da circa 150.000 persone, principalmente in Letgallia, una delle quattro regioni della Lettonia. In aggiunta, esistono piccole comunità di lingua letgalli in Siberia, in Russia.

## Alfabeto
La lingua letgalla utilizza un alfabeto di 35 lettere. La sua ortografia è simile a quella lettone, ma ha due lettere aggiuntive: ⟨y⟩ rappresenta [ɨ], un allofono di /i/ che è assente nel lettone standard. La lettera ⟨ō⟩ sopravvive dall'ortografia lettone pre-1957. Di seguito, l'alfabeto completo della lingua letgalla:
| L. maiuscola | L. minuscola | Pronuncia AFI | Nome |
| ------------ | ------------ | ------------- | ---- |
| A            | a            | /a/           | a    |
| Ā            | ā            | /aː/          | ā    |
| B            | b            | /b/           | be   |
| C            | c            | /t͡s/          | ce   |
| Č            | č            | /t͡ʃ/          | če   |
| D            | d            | /d/           | de   |
| E            | e            | /ɛ/           | e    |
| Ē            | ē            | /ɛː/          | ē    |
| F            | f            | /f/           | ef   |
| G            | g            | /ɡ/           | ge   |
| Ģ            | ģ            | /ɡʲ/          | ģe   |
| H            | h            | /x/           | he   |
| I            | i            | /i/           | i    |
| Y            | y            | /ɨ/           | y    |
| Ī            | ī            | /iː/          | ī    |
| J            | j            | /j/           | je   |
| K            | k            | /k/           | ka   |
| Ķ            | ķ            | /kʲ/          | ķe   |
| L            | l            | /l/           | el   |
| Ļ            | ļ            | /lʲ/          | eļ   |
| M            | m            | /m/           | em   |
| N            | n            | /n/           | en   |
| Ņ            | ņ            | /nʲ/          | eņ   |
| O            | o            | /ɔ/           | o    |
| Ō            | ō            | /ɔː/          | ō    |
| P            | p            | /p/           | pe   |
| R            | r            | /r/           | er   |
| S            | s            | /s/           | es   |
| Š            | š            | /ʃ/           | eš   |
| T            | t            | /t/           | te   |
| U            | u            | /u/           | u    |
| Ū            | ū            | /uː/          | ū    |
| V            | v            | /v/           | ve   |
| Z            | z            | /z/           | ze   |
| Ž            | ž            | /ʒ/           | že   |

## Esempi

### Poesia di Armands Kūceņš
Tik skrytuļam ruodīs: iz vītys jis grīžās,

A brauciejam breinums, kai tuoli ceļš aizvess,

Tai vuorpsteite cīši pret sprāduoju paušās,

Jei naatteik - vacei gi dzejis gols zvaigznes.
Pruots naguorbej ramu, juos lepneibu grūžoj,

Vys jamās pa sovam ļauds pasauli puormeit,

Bet nak jau sevkuram vīns kuorsynoj myužu

I ramaņu jumtus līk īguodu kuormim.
Na vysim tai sadar kai kuošam ar speini,

Sirds narymst i nabeidz par sātmalim tiemiet,

A pruots rauga skaitejs pa rokstaudža zeimem,

Kai riedeits, kod saulei vieļ vaiņuku jieme.

### Padre Nostro
Tāvs myusu, kas esi debesīs,

svēteits lai tūp Tovs vōrds.

Lai atnōk Tova vaļsteiba.

Tova vaļa lai nūteik, kai debesīs,
 
tai ari vērs zemes.

Myusu ikdīneiškū maizi dūd mums šudiņ.

Un atlaid mums myusu porōdus,

kai ari mes atlaižam sovim porōdnīkim.

Un naīved myusu kārdynōšonā,
 
bet izglōb myusus nu ļauna Amen.

## Lessico

### Frasi ed espressioni
| Letgallo                         | Lettone                             | Significato                               |
| -------------------------------- | ----------------------------------- | ----------------------------------------- |
| Vasals!                          | Sveiki!                             | Ciao!                                     |
| Loba dīna!                       | Labdien!                            | Buon giorno!                              |
| Muns vuords Eugeņs.              | Mans vārds ir Eugeņs.               | Il mio nome è Eugenio.                    |
| Šudiņ breineiga dīna!            | Šodien ir brīnišķīga diena!         | Oggi è una bellissima giornata!           |
| Vīns, div, treis, niu tu breivs! | Viens, divi, trīs, nu tu esi brīvs! | Un, due, tre, stella! (gioco per bambini) |
| Asu aizjimts itamā šaļtī!        | Šobrīd esmu aizņemts!               | Sono occupato al momento!                 |
| As tevi mīļoju!                  | Es tevi mīlu!                       | Ti amo!                                   |
| Asu nu Latgolys.                 | Esmu no Latgales.                   | Vengo dalla Letgallia.                    |
| Es īšu da sātys.                 | Es iešu mājās.                      | Andrò a casa.                             |
| Maņ pateik vuiceitīs.            | Man patīk mācīties.                 | Mi piace imparare.                        |

### Parole comuni tra letgallo e lituano, diverse da quelle in lettone
| Lettone             | Letgallo           | Lituano                  | Italiano                 |
| ------------------- | ------------------ | ------------------------ | ------------------------ |
| apkārt              | apleik             | aplink                   | intorno                  |
| vienmēr             | vysod              | visad(a)                 | sempre                   |
| ikdienas            | kasdīnys           | kasdienis                | ogni giorno              |
| viņš/šis            | jis                | jis                      | lui                      |
| steidzams           | skubeigs           | skubus                   | urgente                  |
| taujāt/izjautāt     | klaust             | klausti                  | interrogare/chiedere     |
| meita/meitene       | mārga              | mergina/merga            | ragazza                  |
| lakatiņš            | skareņa            | skarelė                  | fazzoletto               |
| kleita              | sukne              | suknelė                  | abito                    |
| galotne/virsotne    | viersyune          | viršūnė                  | superiore                |
| stabs               | stulps             | stulpas                  | pilastro/colonna         |
| lasīt               | skaiteit           | skaityti                 | leggere                  |
| nākt                | atīt               | ateiti                   | venire                   |
| rinda               | aiļa               | eilė                     | riga, intervallo o linea |
| apsēsties           | atsasēst           | atsisėsti                | sedersi                  |
| atbildēt            | atsaceit           | atsakyti                 | rispondere               |
| mocīt               | komuot             | kamuoti                  | torturare                |
| nosprāgt            | nūgaist            | nugaišti                 | uccidere (di animali)    |
| maidzīt             | maidzeit           | maigyti                  | spremere                 |
| saaukstēties        | puorsaļt           | peršalti                 | raffreddarsi             |
| auksts              | solts              | šaltis                   | freddo                   |
| kļūda               | klaida             | klaida                   | errore                   |
| lappuse             | puslopa            | puslapis                 | pagina                   |
| lejup               | zamyn              | žemyn                    | in basso                 |
| un                  | i                  | ir                       | e/anche                  |
| iekārtoties         | īsataiseit         | įsitaisyti/įsikurti      | stabilirsi               |
| ģimene              | saime              | šeima                    | famiglia                 |
| tēvija              | tāvaine            | tėvynė                   | patria                   |
| austrumi            | reiti              | rytai                    | est                      |
| rietumi             | vokori             | vakarai                  | ovest                    |
| piecelties          | atsastuot          | atsistoti                | alzarsi in piedi         |
| sūrstēt             | pierkšēt           | perštėti                 | trafiggere               |
| šķēres              | zirklis            | žirklės                  | forbici                  |
| piedot              | atlaist            | atleisti                 | perdonare                |
| pūce                | palāda             | pelėda                   | gufo                     |
| krupis              | rupucs             | rupūžė                   | rospo                    |
| bailes              | baime              | baimė                    | paura                    |
| uzvārds             | pavuorde           | pavardė                  | cognome                  |
| kalējs              | kaļvs              | kalvis                   | fabbro                   |
| rībēt/skrabēt       | brazdēt            | brazdėti                 | sciacquare               |
| iet bojā            | propuļt            | prapulti                 | perire                   |
| jāšus               | raitu              | raitas                   | a cavallo                |
| iekšā               | vydā               | viduj                    | dentro                   |
| ievērot             | ītiemēt            | įsidėmėti                | notare                   |
| mazliet             | drupeiti           | truputį                  | un po'                   |
| apnikt              | atbuost/atsabuost  | atsibosti                | annoiarsi                |
| noģērbties          | nūsaviļkt          | nusivilkti               | decollare                |
| dumbrājs/muklājs    | liuņs              | liūnas                   | palude                   |
| niere               | eiksts             | inkstas                  | rene                     |
| bakstīt             | badeit             | badyti                   | pungere                  |
| plivināties apkārt  | laksteit           | lakstyti                 | librarsi/svolazzare      |
| peldēties           | mauduotīs          | maudytis                 | nuotare                  |
| āboliņš             | duobuls            | dobilas                  | trifoglio                |
| vispirms            | pyrma              | (visų) pirma/pirmiausiai | prima di tutto           |
| pēkšņi              | ūmai               | ūmai                     | accidentalmente          |
| staipīties/gorīties | rūzeitīs           | rąžytis                  | allungarsi               |
| uziet/konstatēt     | aptikt             | aptikti                  | rilevare                 |
| pakampt             | sačupt             | sučiupti                 | catturare/afferrare      |
| taustīties          | čupinētīs          | čiupinėtis               | brancolare               |
| baznīcas svētki     | atlaidys           | atlaidai                 | indulgenza               |
| mainīgi (datumi)    | cylojamuos (dīnys) | kilnojamos (dienos)      | variabile                |
| attālu              | atostai            | atstu/atokiai            | a distanza               |
| vaikstīties         | šaipeitīs          | vaipytis                 | fare smorfie             |
| lobīt               | gaļdeit            | gliaudyti                | sgusciare/sborsare       |
| kult (dauzot)       | bluokšt            | blokšti                  | bloccare                 |
| plīst (par stiklu)  | dyuzt              | dūžti                    | rompere (il vetro)       |